# Nike, Inc.
Nike é uma empresa estadunidense de calçados, roupas e acessórios fundada em 1972 por Bill Bowerman e Philip Knight. Em 2016, foi considerada a marca de roupas mais valiosa do mundo, segundo o ranking BrandZ da consultoria Millward Brown, avaliada em US$ 37,472 bilhões.
Em 2021, a marca foi avaliada em US$ 42 bilhões segundo o levantamento Best Global Brands. O valor é 24% maior que o ano anterior. No ano seguinte (2022), a empresa ficou em décimo lugar do ranking das marcas mais valiosas do mundo, da Interbrand. À época do levantamento, a empresa havia alcançado US$ 50,2 bilhões de valor estimado de marca.
A empresa patrocina grandes nomes como Cristiano Ronaldo, Kylian Mbappé, Eden Hazard, Kevin De Bruyne, Virgil van Dijk, Harry Kane, Kyrie Irving, Rafael Nadal, Serena Williams, LeBron James, Cássio Ramos e Mo Farah. A marca é também responsável pelo estabelecimento da linha Air Jordan (criada em parceria com a estrela do basquete Michael Jordan). A Nike é ainda muito conhecida pelo seus tênis feitos em colaboração com outras marcas como mais recentemente a Off-White, liderada por Virgil Abloh. Entre os seus modelos mais conhecidos estão os da linha Air Max, como os Air Max 1, Air Max 90, ou Air Max 95.

## História

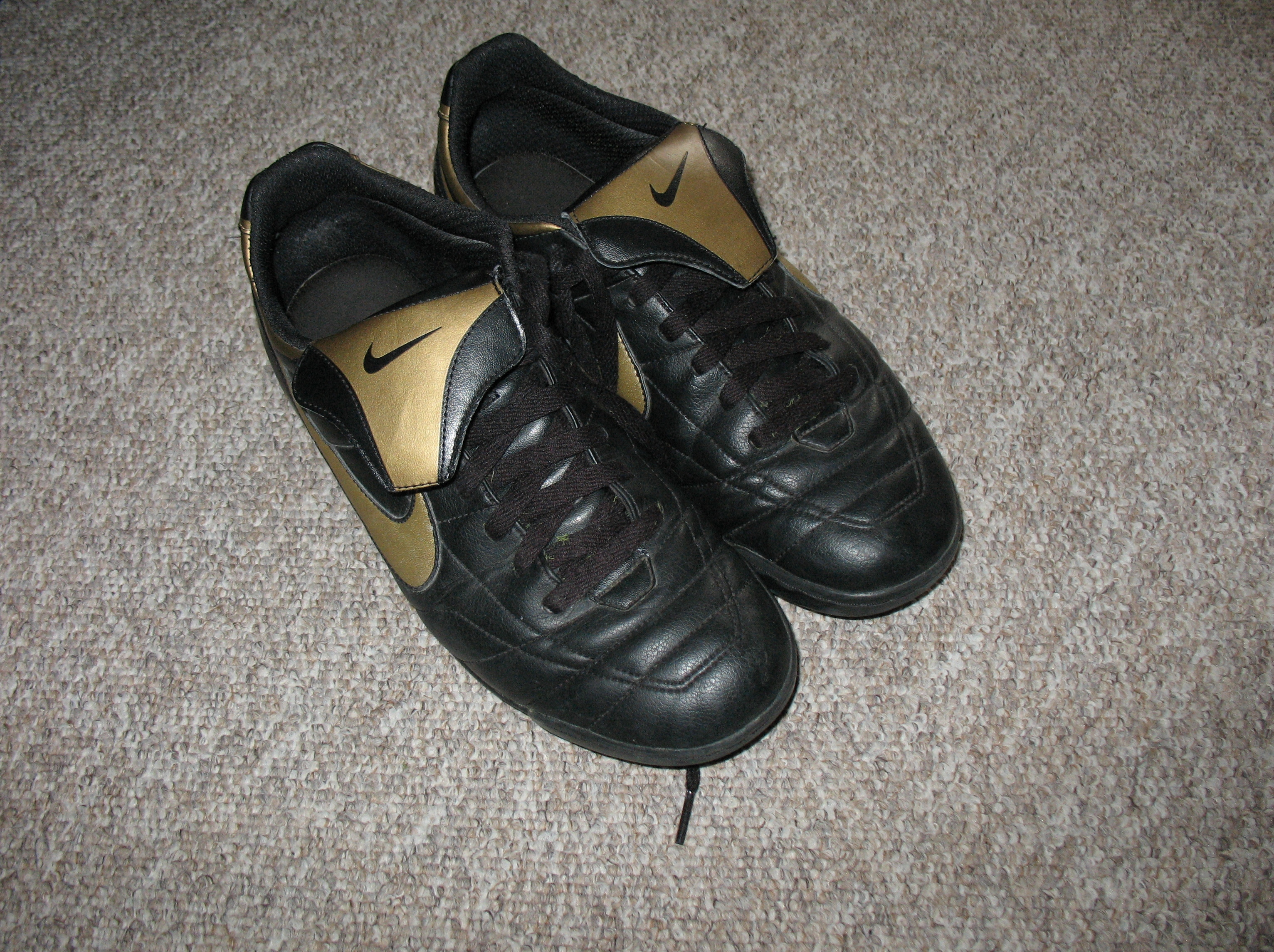
Modelo de chuteira produzido pela Nike.

A empresa tirou o seu nome da deusa grega da vitória, Nice. O famoso logotipo da empresa, é um desenho gráfico criado por Carolyn Davidson em 1971 e vendido por apenas US$ 35,00. Philip Knigth queria um logo que representasse aspecto de velocidade, a asa da deusa grega da vitória e que mostrasse uma empresa que queria chegar ao topo.

## Polêmica

### Colin Kaepernick
Em setembro de 2018, a Nike anunciou que havia contratado o ex-quarterback de futebol americano Colin Kaepernick, conhecido por sua controversa decisão de se ajoelhar durante o jogo do hino nacional dos EUA, para uma campanha publicitária de longo prazo. De acordo com Charles Robinson, do Yahoo! Sports, Kaepernick e Nike concordaram com um novo contrato, apesar do fato de Kaepernick estar com a empresa desde 2011 e afirmar que "o interesse de outras empresas de calçados" participa do novo contrato. Robinson disse que o contrato é um "amplo aval", onde Kaepernick terá sua própria linha de marca, incluindo sapatos, camisas, camisetas e muito mais. De acordo com Robinson, Kaepernick assinou um contrato de "estrela" que o coloca no nível de um "jogador de primeira linha da NFL" no valor de milhões por ano, mais royalties. Em resposta, algumas pessoas atearam fogo em suas próprias roupas e sapatos da marca Nike ou cortaram o logotipo da Nike, e a Ordem Fraterna de Polícia (FOP) chamou o anúncio de "insulto"; outros, como LeBron James, Serena Williams, e a Associação Nacional de Polícia Negra (NBPA), elogiaram a Nike por sua campanha. O College of the Ozarks removeu a Nike de todos os seus uniformes esportivos em resposta. 
Durante a semana seguinte, o preço das ações da Nike caiu 2,2%, mesmo quando os pedidos on-line de produtos da Nike aumentaram 27% em comparação com o ano anterior. Nos três meses seguintes, a Nike relatou um aumento nas vendas.
Em julho de 2019, a Nike lançou um sapato com uma bandeira de Betsy Ross chamada Air Max 1 Quick Strike Fourth of July de tênis. Os treinadores foram projetados para comemorar o Dia da Independência. O modelo foi posteriormente retirado depois que Colin Kaepernick disse à marca que ele e outros acharam a bandeira ofensiva por causa de sua associação com a escravidão.
A decisão da Nike de retirar o produto recebeu críticas do governador do Arizona, Doug Ducey, e do senador do Texas Ted Cruz. A decisão da Nike foi elogiada por outros devido ao uso da bandeira por nacionalistas brancos, mas o Centro de Extremismo da Liga Anti-Difamação se recusou a adicionar a bandeira ao seu banco de dados de "símbolos de ódio".
Em fevereiro de 2022, uma pesquisa realizada pela empresa de marketing Kids Corp, mostrou a Nike como uma das marcas favoritas entre as crianças e adolescentes brasileiros. O levantamento teve ao todo 10 mil entrevistados.

## Fornecimento e patrocínio
A Nike é a maior empresa em venda de material desportivo do mundo, porém, fica em segundo lugar, atrás da sua rival alemã Adidas na distribuição de produtos do futebol. A Nike patrocina várias equipes europeias, tais como: Barcelona, Liverpool, Chelsea, Internazionale, Paris Saint-Germain, Atlético de Madrid, Tottenham e outros. Em Portugal, patrocina a Seleção Portuguesa de Futebol e as equipes do Sporting, Estoril Praia, Marítimo, Rio Ave e Santa Clara. Na America Latina, patrocina clubes como: América do México, Atlético Nacional, Corinthians, Olimpia, Pumas e San Lorenzo, além da Seleção Brasileira de Futebol. 

### Seleções
- Austrália (desde 2004)[11]
- Azerbaijão
- Brasil (desde 1996)[12]
- Canadá (desde 2019)
- China (desde 2015)
- Coreia do Sul (desde 1995)[13]
- Croácia (desde 2000)[14]
- Curaçau (desde 2016)
- Eslováquia (desde 2016)
- Eslovênia (desde 2007)
- Estados Unidos (desde 1995)[15]
- Estónia (desde 1997)
- Finlândia (desde 2014)[16]
- França (desde 2011)[14]
- Guiana Francesa (desde 2017)
- Hong Kong [17]
- Inglaterra (desde 2015)
- Macau (desde 2015)
- Nigéria (desde 2015)[18]
- Noruega (desde 2015)
- Países Baixos (desde 1997)[14]
- Polónia (desde 2009)[19]
- Singapura [20]
- Turquia (desde 2003)[21]
- Uruguai (desde 2024)

### Clubes
Alemanha
- Erzgebirge Aue
- Elversberg
- Freiburg
- Kaiserslautern
- SV Meppen
- TSV Havelse
- Wolfsburg

Andorra
- Andorra

Arábia Saudita
- Al-Ittihad

Áustria
- Austria Wien
- Sturm Graz
- Liefering
- St. Pölten
- Wacker Innsbruck

Azerbaijão
- Sabah

Bélgica
- Genk
- Union Saint-Gilloise
- Westerlo

Brasil
- Corinthians

Bulgária
- Botev Vratsa
- Etar
- Ludogorets

Cazaquistão
- Astana
- Maktaaral
- Ordabasy
- Zhetisu

China
- Beijing Guoan
- Cangzhou Mighty Lions
- Chongqing Liangjiang
- Dalian Pro
- Guangzhou
- Guangzhou City
- Hebei
- Henan Songshan Longmen
- Qingdao
- Shandong Taishan
- Shanghai Port
- Shanghai Shenhua
- Shenzhen
- Tianjin Jinmen Tiger
- Wuhan

Chipre
- Nea Salamis

Colômbia
- Atlético Nacional[22]

Dinamarca
- Nordsjælland

Emirados Árabes Unidos
- Al Ain
- Shabab Al Ahli

Eslováquia
- MSK Žilina

Eslovênia
- Celje

Espanha
- Atlético de Madrid
- Barcelona
- Mallorca
- Amorebieta
- Elche

Estados Unidos
- Birmingham Legion FC
- Saint Louis FC

Estônia
- FC Flora
- Kuressaare
- FC Narva Trans
- Paide Linnameeskond
- Tammeka
- FC Elva
- Pärnu Vaprus

Finlândia
- Inter Turku
- MuSa

França
- Angers
- Bourg-en-Bresse
- Grenoble
- Montpellier[23]
- Paris Saint-Germain
- Toulouse

Grécia
- AEK Atenas

Hong Kong
- Kitchee SC
- Tai Po

Hungria
- Ferencvárosi
- MTK Budapest

Inglaterra
- Birmingham City
- Brighton & Hove
- Chelsea
- Portsmouth
- Tottenham

Irlanda do Norte
- Coleraine
- Glenavon
- Larne

Islândia
- FH
- KR

Israel
- FC Ashdod

Itália
- Internazionale
- Ascoli[24]
- Cosenza
- Benevento

Japão
- Kashima Antlers
- Sanfrecce Hiroshima
- Urawa Red Diamonds

Letônia
- BFC Daugavpils
- FK Jelgava
- FS METTA
- RFS
- FK Spartaks Jūrmala
- Valmieras FK

Lituânia
- Banga
- Riteriai
- FK Žalgiris Vilnius

México
- Pumas UNAM

Noruega
- SK Brann

Países Baixos
- AZ Alkmaar
- MVV Maastricht
- NAC Breda

Paraguai
- Olimpia

Peru
- Alianza Lima[25]

Polônia
- Puszcza Niepołomice
- Ruch Chorzów
- Śląsk Wrocław
- Warta Poznań
- Zagłębie Lubin

Portugal
- Sporting

República Tcheca
- Slovan Liberec
- Opava

Romênia
- CFR Cluj
- Farul Constanţa
- FCSB
- Hermannstadt
- Politehnica Iași
- Voluntari

Sérvia
- Novi Pazar

Suécia
- AIK
- IFK Norrköping
- IF Brommapojkarna
- Landskrona BoIS
- Norrby IF
- Västerås SF

Suiça
- Young Boys
- Zürich

Taiti
- AS Pirae

Turcomenistão
- FK Ahal
- Energetik Mary
- Merw
- Şagadam FK

Turquia
- Altay
- Antalyaspor
- Bursaspor
- Çaykur Rizespor
- Gaziantep
- Giresunspor
- Kayserispor

Ucrânia
- Bukovyna Chernivtsi
- Desna Chernihiv
- Dnipro-1
- Kolos Kovalivka
- PFC Oleksandria
- Vorskla
- Zorya

### Franquias da NBA
- Boston Celtics
- Brooklyn Nets
- Cleveland Cavaliers
- Toronto Raptors
- Washington Wizards
- Los Angeles Lakers
- OKC Thunder
- Minessota Timberwolves
- San Antonio Spurs
- Portland Trail Blazers
- Los Angeles Clippers
- Charlotte Hornets
- Golden State Warriors
- Dallas Mavericks
- Miami Heat
- New Orleans Pelicans
- Detroit Pistons
- Milwalkee Bucks
- Houston Rockets
- Utah Jazz

### Clubes de eSports
- FURIA Esports[26][27]
- Todos os times da LPL
- T1

## Parceria

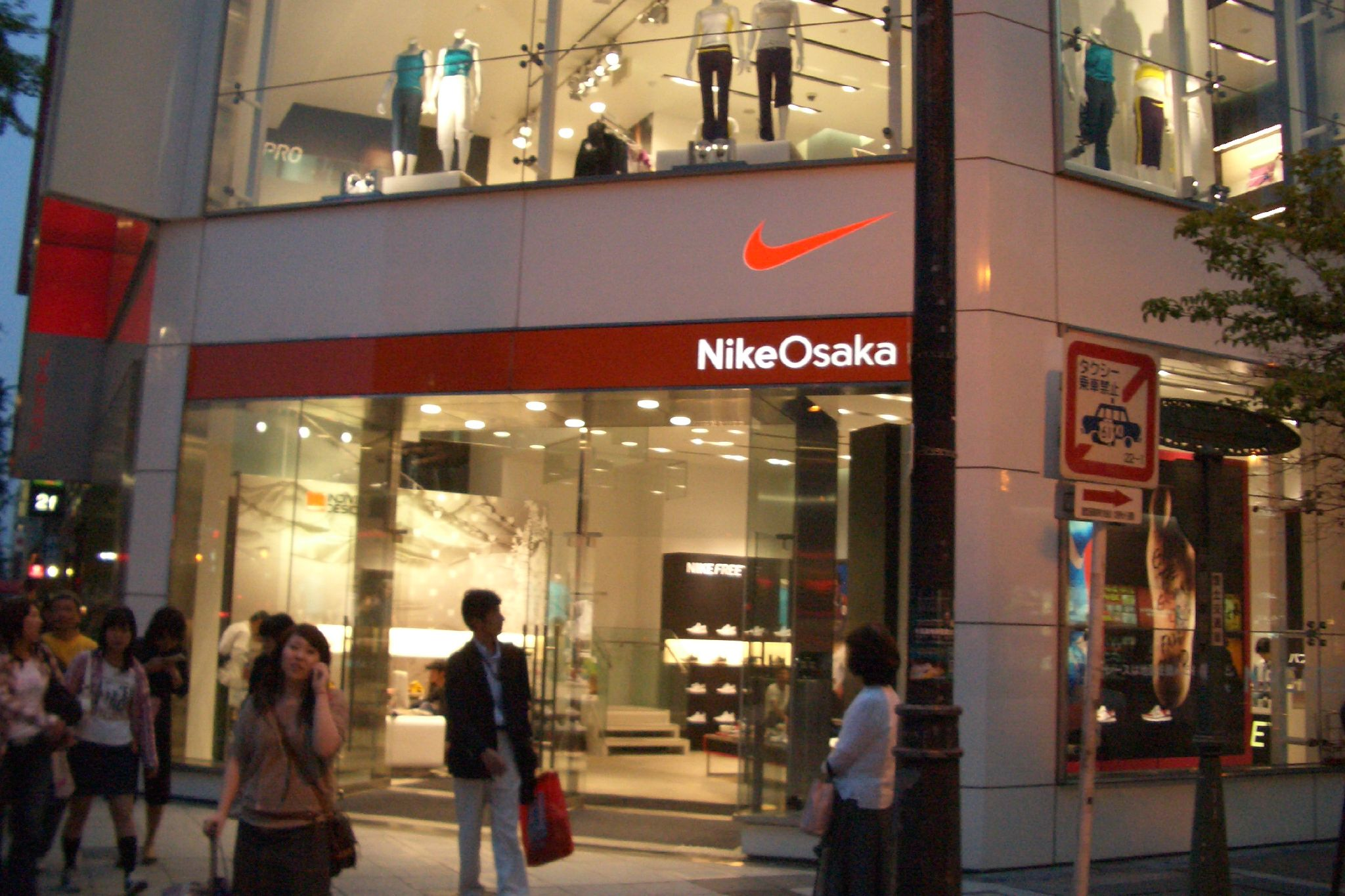
Loja da Nike em Osaka, no Japão.

A Nike em 2006 fez um feito para concorrer com as suas rivais Adidas, Mizuno e Asics: lançou o Nike+ para concorrer com o Adidas 1.1.[carece de fontes?] Para isso, foi firmada uma parceria com a Apple, usando seu modelo mais popular de iPod, o iPod Nano.[carece de fontes?] O aparelho monitora as passadas e o desempenho do usuário e os registra no computador para que possam ser comparados.[carece de fontes?] Além disso, a Nike, introduziu uma linha de camisas projetadas com bolsos especiais na manga ou no tronco com as dimensões do pequeno aparelho da Apple.[carece de fontes?] Entretanto para concorrer com a dobradinha, no início de 2008 a Samsung e a Adidas se uniram para criar o primeiro rival da tecnologia Nike+iPod, que permite aos seus usuários integrar seu calçado ao seu tocador portátil na hora de fazer exercícios e avaliar seu desempenho.[carece de fontes?] A resposta da Samsung foi batizada de miCoach, um sistema que combina o telefone chamico com um monitor de batimento cardíaco e um sensor que dá respostas precisas sobre atividades físicas.[carece de fontes?] Será permitido transmitir dados para o website, o que ajudará no planejamento de exercícios.[carece de fontes?] A Sony Ericsson também passou a equipar sua linha Walkman (W) com acelerômetros e aplicativos em prol de monitorar as passadas de seus usuários.[carece de fontes?] Para manter a competitividade ante os concorrentes, a Nike e a Apple lançaram uma pulseira chamada Nike+ SportBand, na qual a presença de um iPod Nano se faz desnecessária, além de uma opção mais em conta.[carece de fontes?]

## Críticas
A Nike já foi criticada por explorar os trabalhadores em países como Indonésia, Paraguai, Índia, Turquia e México. A companhia é objeto de muitas críticas pelas condições de trabalho precárias e a exploração de mão de obra barata empregada em outros países sem legislação trabalhista adequada e com incentivos fiscais onde seus produtos são manufaturados. Fontes dessas críticas incluem o livro Sem Logo de Naomi Klein e os documentários de Michael Moore e de Nicollas Brian. Max Barry ironizou a reputação da companhia através de críticas em seu romance Eu S/A (Jennifer Government em inglês), na qual um executivo da Nike imoral é o vilão da história responsável pelo financiamento do golpe militar de 1964, no Brasil. A empresa também enfrentou críticas quando pediu imunidade a um processo de propaganda enganosa na Califórnia baseado no fato de que ela gozava dos direitos da Primeira Emenda, como se a corporação fosse um ser humano.[carece de fontes?] A disputa chegou até a Suprema Corte norte-americana (Nike v. Kasky), mas foi mandada de volta aos tribunais da Califórnia sem significativas resoluções e subsequentemente foi decidida fora do tribunal.[carece de fontes?]
Em 2011, a Nike foi acusada por ativistas de comprar materiais de fornecedores que poluem os rios da China com resíduos químicos perigosos à saúde humana e para o meio ambiente.

## Marketing
A Nike é conhecida por suas campanhas publicitárias impactantes que abordam questões sociais e culturais relevantes. A marca não tem medo de se posicionar em relação a temas polêmicos, o que gera engajamento e repercussão em escala global. Ela construiu uma identidade de marca poderosa e reconhecível, incorporando o famoso slogan “Just Do It” e o icônico logotipo do Swoosh.
A Nike domina as redes sociais, utilizando plataformas como Instagram, Twitter e Facebook para se conectar com os consumidores de forma autêntica e envolvente. A empresa compartilha histórias inspiradoras, vídeos motivacionais e campanhas interativas que geram engajamento e compartilhamento, ampliando assim o alcance da marca.

Um dos segredos do marketing da Nike está na construção de uma marca poderosa e inspiradora. A empresa foca em criar uma imagem de determinação, superação e excelência, associando-se a atletas de renome e a eventos esportivos de grande visibilidade.